# Campionati del mondo di ciclismo su strada 2000
I Campionati del mondo di ciclismo su strada 2000 si disputarono a Plouay, in Francia, tra il 9 ed il 15 ottobre 2000.

## Eventi

### Cronometro individuali
Martedì 10 ottobre
- 11:00-12:05 Donne Juniors – 16,100 km
- 14:00-16:40 Uomini Under 23 – 35,200 km

Mercoledì 11 ottobre
- 12:00-14:05 Uomini Juniors – 24,500 km
- 14:00-17:00 Donne Elite – 24,500 km

Giovedì 12 ottobre
- 14:00-17:00 Uomini Elite – 47,600 km

### Corse in linea
Venerdì 13 ottobre
- 09:15-11:30 Donne Juniors – 70,800 km
- 12:30-17:15 Uomini Under 23 – 169,800 km

Sabato 14 ottobre
- 09:00-11:30 Uomini Juniors – 127,400 km
- 13:45-17:30 Donne Elite – 177,400 km

Domenica 15 ottobre
- 10:30-17:30 Uomini Elite – 268,900 km

## Medagliere
| Pos.   | Nazione       | Oro | Argento | Bronzo | Totale |
| ------ | ------------- | --- | ------- | ------ | ------ |
| 1      | Russia        | 2   | 1       | 1      | 4      |
| 2      | Polonia       | 1   | 2       | 1      | 4      |
| 3      | Francia       | 1   | 1       | 0      | 2      |
| 3      | Ucraina       | 1   | 1       | 0      | 2      |
| 5      | Lettonia      | 1   | 0       | 0      | 1      |
| 5      | Nuova Zelanda | 1   | 0       | 0      | 1      |
| 5      | Stati Uniti   | 1   | 0       | 0      | 1      |
| 5      | Regno Unito   | 1   | 0       | 0      | 1      |
| 5      | Bielorussia   | 1   | 0       | 0      | 1      |
| 10     | Australia     | 0   | 1       | 1      | 2      |
| 10     | Italia        | 0   | 1       | 1      | 2      |
| 10     | Paesi Bassi   | 0   | 1       | 1      | 2      |
| 13     | Germania      | 0   | 1       | 0      | 1      |
| 13     | Svizzera      | 0   | 1       | 0      | 1      |
| 15     | Canada        | 0   | 0       | 1      | 1      |
| 15     | Lituania      | 0   | 0       | 1      | 1      |
| 15     | Svezia        | 0   | 0       | 1      | 1      |
| 15     | Spagna        | 0   | 0       | 1      | 1      |
| 15     | Ungheria      | 0   | 0       | 1      | 1      |
| Totale | Totale        | 10  | 10      | 10     | 30     |

## Sommario degli eventi
| Eventi                 | Oro                             | Tempo    | Argento                     | Tempo   | Bronzo                         | Tempo   |
| Uomini Elite           |                                 |          |                             |         |                                |         |
| Gara in linea dettagli | Romāns Vainšteins Lettonia      | 6h15'28" | Zbigniew Spruch Polonia     | s.t.    | Óscar Freire Spagna            | s.t.    |
| Cronometro dettagli    | Serhij Hončar Ucraina           | 56'21"   | Michael Rich Germania       | a 10"   | László Bodrogi Ungheria        | a 24"   |
| Uomini Under-23        |                                 |          |                             |         |                                |         |
| Gara in linea dettagli | Evgenij Petrov Russia           | 3h58'06" | Jaroslav Popovyč Ucraina    | a 3"    | Lorenzo Bernucci Italia        | s.t.    |
| Cronometro dettagli    | Evgenij Petrov Russia           | 43'54"   | Fabian Cancellara Svizzera  | a 52"   | Michael Rogers Australia       | a 1'19" |
| Uomini Junior          |                                 |          |                             |         |                                |         |
| Gara in linea dettagli | Jeremy Yates Nuova Zelanda      | 2h59'26" | Antonio Bucciero Italia     | a 1"    | Aleksandr Arekeev Russia       | s.t.    |
| Cronometro dettagli    | Piotr Mazur Polonia             | 30'58"   | Vladimir Gusev Russia       | a 18"   | Lukasz Bodnar Polonia          | a 30"   |
| Donne Elite            |                                 |          |                             |         |                                |         |
| Gara in linea dettagli | Zinaida Stahurskaja Bielorussia | 3h17'39" | Chantal Beltman Paesi Bassi | a 1'27" | Madeleine Lindberg Svezia      | a 1'50" |
| Cronometro dettagli    | Mari Holden Stati Uniti         | 33'14"   | Jeannie Longo Francia       | a 3"    | Rasa Polikevičiūtė Lituania    | a 46"   |
| Donne Junior           |                                 |          |                             |         |                                |         |
| Gara in linea dettagli | Nicole Cooke                    | 1h49'02" | Magdalena Sadlecka          | a 8"    | Clare Hall-Patch               | a 12"   |
| Cronometro dettagli    | Juliette Vandekerckhove Francia | 22'16"   | Katherine Bates Australia   | a 31"   | Bertine Spijkerman Paesi Bassi | a 45"   |